# Порядок наследования престола Брунея

Герб султаната Бруней

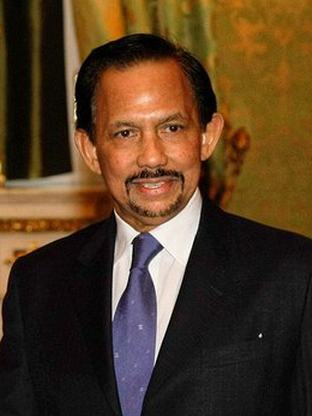
Султан Хассанал Болкиах

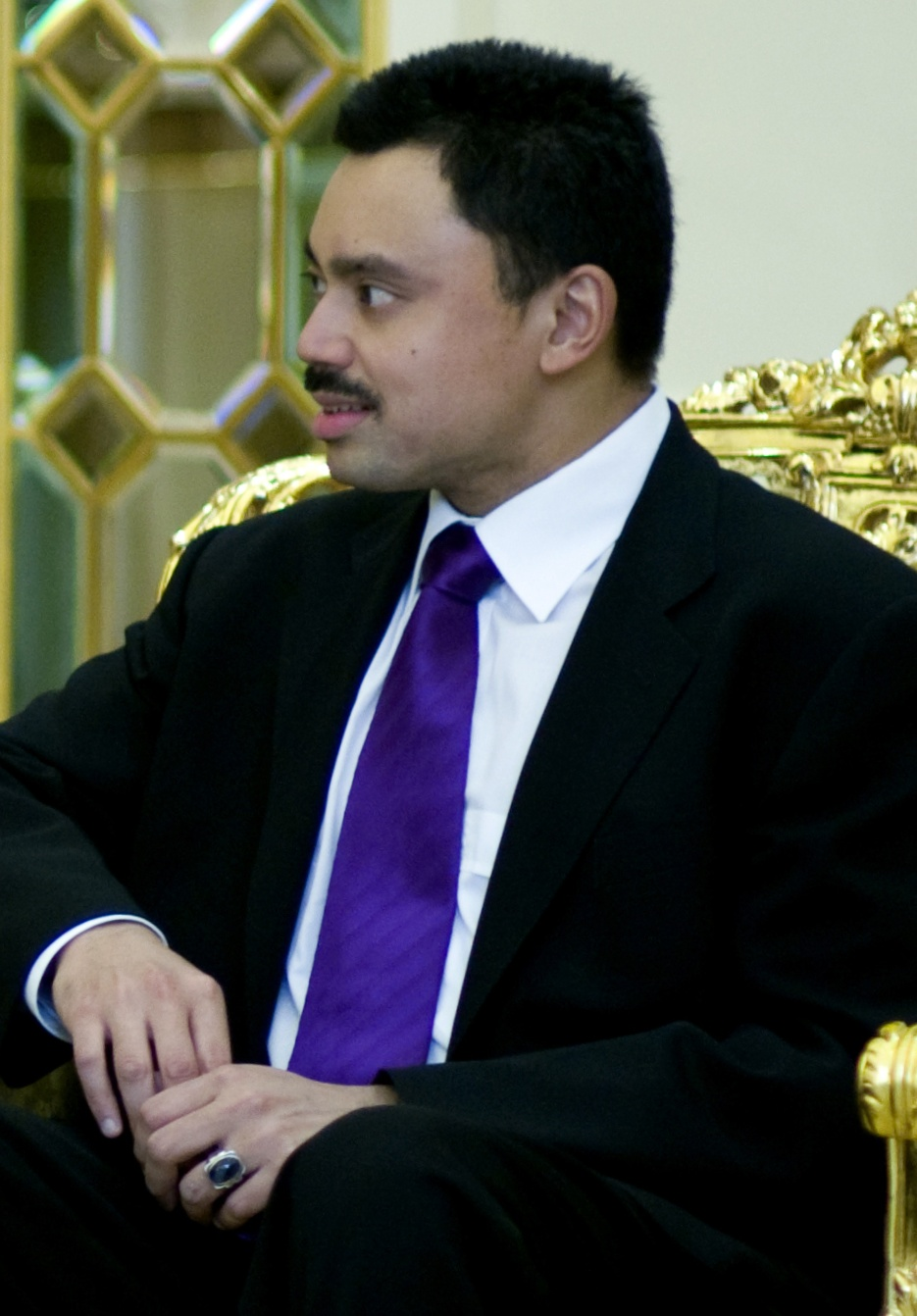
Кронпринц Аль-Мухтади Билла Болкиах

Брунейский султанский престол должен переходить по наследству одному из мужских потомков султана Хашима Джалилуля Алама Акамаддина (1825—1906), правившего в 1885—1906 годах. Сыновья королевских жен имеют преимущество перед сыновьями простолюдинок.

## Порядок наследования
- Султан Омар Али Сайфуддин III (1914—1986)
  -  Султан Хассанал Болкиах (род. 1946)
    - (1) Кронпринц Аль-Мухтади Билла Болкиах (род. 1974)
      - (2) Принц Абдул Мунтаким (род. 2007)
      -  (3) Принц Мухаммад Айман (род. 2015)

    - Принц Хаджи Абдул Азим (1982—2020)
    - (4) Принц Абдул Малик (род. 1983)
    - (5) Принц Абдул Матин (род. 1991)
    -  (6) Принц Абдул Вакил (род. 2006)

  - (7) Принц Хаджи Мухаммад Болкиах (род. 1948)
    - (8) Принц Абдул Кави (род. 1974)
      -  (9) Принц Абдул Мухаимин (род. 2022)

    - (10) Принц Абдул Фаттах (род. 1982)
    - (11) Принц Абдул Мумин (род. 1983)
    - (12) Принц Омар Али (род. 1986)
    -  (13) Принц Абдул Муктадир

  - (14) Принц Хаджи Суфри Болкиах (род. 1951)
    - (15) Принц Мухаммад Сафиз (род. 1974)
    - (16) Принц Абдул Халик
    -  (17) Принц Абдул Алим

  -  (18) Принц Хаджи Джефри Болкиах (род. 1954)
    - (19) Принц Хаджи Абдул Хаким (род. 1973)
      - (20)  Принц Абдул-Халим

    - (21) Принц Муда Бахар (род. 1981)
    - (22) Принц Кико (род. 1995)
    - (23) Принц Фаик Болкиах (род. 1998)
    -  (24) Принц Муса (род. 1990)